# Puncak Trikora
De Puncak Trikora is een berg in de Indonesische provincie Papoea, het voormalige Nederlands-Nieuw-Guinea. Met 4750 meter is het een van de hoogste bergen in de provincie. In de Nederlandse koloniale tijd werd de berg Wilhelminatop genoemd.
De berg werd bekend door de Nederlandse exploratietochten die in het begin van de twintigste eeuw werden ondernomen om de eeuwige sneeuw van Nieuw-Guinea te bereiken. De sneeuwvelden op de zuidelijke hellingen van de Wilhelminatop werden voor het eerst op 8 november 1909 betreden door leden van de Tweede Zuid-Nieuw-Guinea-expeditie. De top zelf werd voor het eerst bereikt op 21 februari 1913 door leden van de Derde Zuid-Nieuw-Guinea-expeditie. Door de wereldwijde terugtrekking van gletsjers sinds 1850 is de sneeuw op de top nagenoeg verdwenen.